# Ademon decrescens
Ademon decrescens är en stekelart som först beskrevs av Christian Gottfried Daniel Nees von Esenbeck 1811.  Ademon decrescens ingår i släktet Ademon och familjen bracksteklar. Arten är reproducerande i Sverige. Inga underarter finns listade i Catalogue of Life.